# Гіпотеза вроджених мовних структур

## Гіпотеза вроджених мовних структур
Гіпотеза вроджених мовних структур — гіпотеза Ноама Чомскі за своєю суттю є психологічною. Проблеми мови він пов’язував з проблемами людського знання і водночас вважав, що через вивчення мови можна глибше пізнати людську природу. У зв’язку з цим він згадував положення Декарта про вродженість мисленнєвих структур, у тому числі мовної компетенції, суть якої зводиться до того, що мовні структури не набуваються через досвід, а народжуються разом із людиною й існують у кожного індивіда в потенції, їх можна також розуміти як вроджену здатність до засвоєння мови. Ця гіпотеза  є протилежною до так званої біхевіористської, яка в свою чергу припускає, що людина не має вроджених (мовних) здібностей (є своєрідною табула раса) і набуває мовної компетенції імітуючи світ довкола.

## Загальна характеристика
Вроджені структури — це поняття, які не набуваються через досвід, навчання, а народжуються разом із людиною й існують у кожного індивіда в потенції.. Про вродженість мовних структур, як зауважував вчений, свідчить той факт, що володіння мовою в основному не залежить від розумових здібностей людини. Варто взяти до уваги й те, що всі нормальні люди оволодівають мовою, а людиноподібна мавпа на це не здатна, хоч є розумною з інших поглядів. Ноам Чомскі вважає, що попри те, що словниковий запас дитини є набутим, вміння судити про граматичність побудованих мовних конструкцій є генетично вродженим. В процесі вивчення мови цей вроджений абстрактний синтаксичний механізм модифікується для конкретної мови. 
Положення про вроджені структури викликало бурхливі дискусії в науці. вважають, що попри те, що словниковий запас дитини є набутим, вміння судити про граматичність побудованих мовних конструкцій є генетично вродженим. В процесі вивчення мови цей вроджений абстрактний синтаксичний механізм модифікується для конкретної мови. учених, які взяли участь в обговоренні цього положення, не сприйняли його. Чомскі вважав, що дослідження мови відкриває перспективу для вивчення розумових процесів людини, тому повинно посідати центральне місце в загальній психології. Учений відносив мовознавство до психології й теорії пізнання (це положення широко використовує сучасна когнітивна лінгвістика). Завданням психології є виявлення вродженої системи, яка визначає суть мови. Психологічне спрямування концепції Чомскі стало приводом для звинувачення його в поверненні лінгвістики в лоно психології, внаслідок чого лінгвістика почала втрачати свою самостійність, за яку боролись багато поколінь мовознавців.

## Бідність стимулів
Аргументи бідності стимулів стверджують, що докази, які дитина отримує під час вивчення мови, не є достатніми для визначення кінцевого мовного результату. Наприклад, в одному з таких аргументів, який сформулював Ноам Чомскі, зазначено, що досвід дітей з полярними питаннями в таких мовах, як англійська, не сприятиме фактичному правилу інверсії підмета та присудка над гіпотетичним, яке стосується лінійного порядку, а не ієрархічної структури.
Пуллум і Шольц узагальнили властивості оточення дитини. Вони виділили властивості позитивності, дегенеративності, неповноти та ідіосинкразії. Під позитивністю вони зазначають, що діти піддаються впливу лише позитивної мовної інформації. Більше того, не вистачає негативних даних, які допомагають дитині ідентифікувати неграматичні речення, які є неприйнятними в мові. Також стверджується, що діти не в змозі засвоїти мову лише за допомогою позитивних даних. Крім того, під виродженням стверджується, що діти часто піддаються впливу лінгвістичних даних, які є помилковими. Це підтверджує Зохарі, який зазначає, що в мові дорослих часто спостерігаються помилкові висловлювання, які включають мовні помилки, неграматичні речення, неповні речення і т.д. Крім того, лінгвістичні дані, з якими стикається кожна дитина, відрізняються (ідіосинкразія), і є багато висловлювань, які дитина, можливо, не чула (поняття неповноти). Однак, незважаючи на згадані вище властивості, діти в кінцевому підсумку зможуть забезпечити лінгвістичний результат, подібний до цільової мови, протягом відносно короткого періоду часу. На відміну від цього, коли вони поміщені в певне середовище, інші організми не можуть досягти мовної майстерності, якої досягли люди.
Обґрунтованість бідності стимулюючих аргументів не є загальновизнаною і є предметом постійних дебатів.  